# Ernest Lavisse

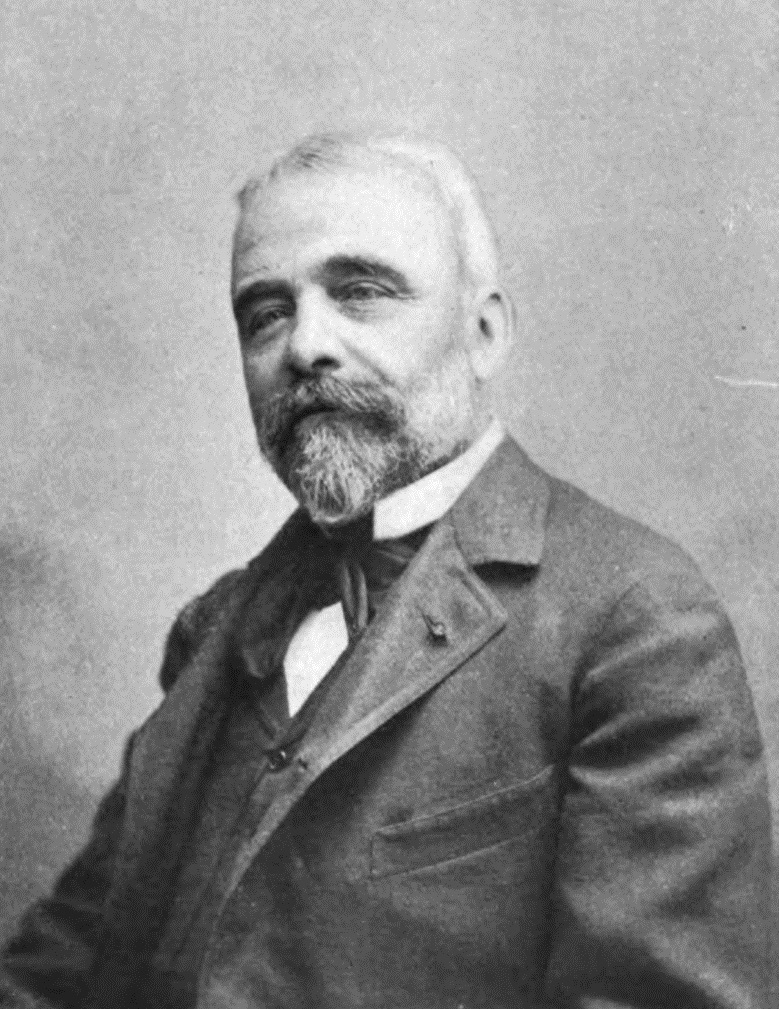
professor Ernest Lavisse

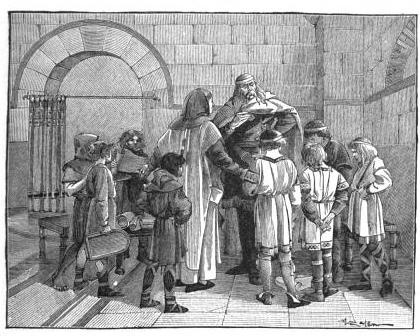
Karel de Grote bezoekt een school; illustratie uit zijn schoolboek

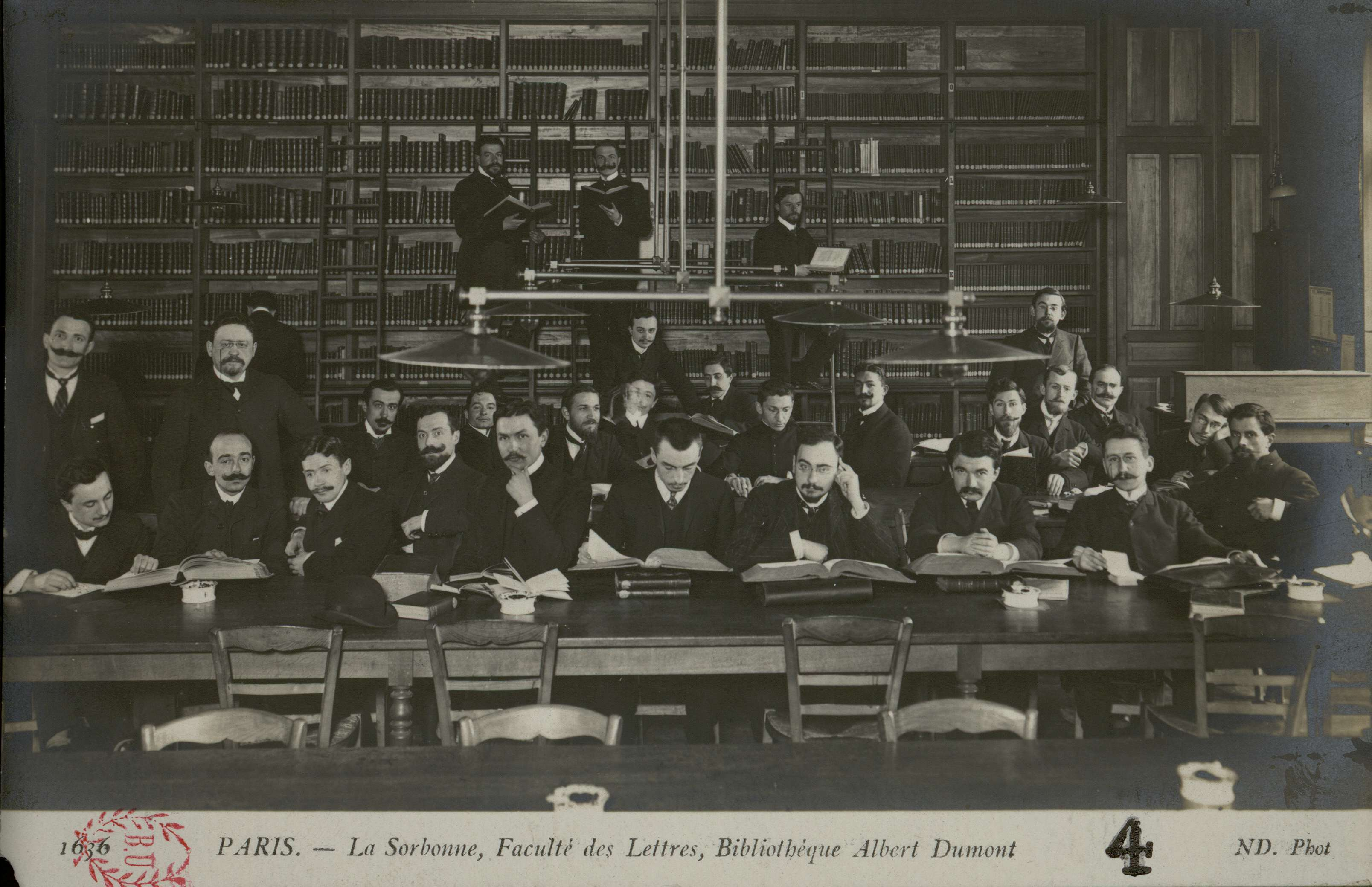
Lavisse bibliotheek aan de universiteit van Parijs

Ernest Lavisse (Le Nouvion-en-Thiérache, 17 december 1842 – Parijs, 18 augustus 1922) was een Frans historicus en hoogleraar bekend om zijn patriottisch-republikeinse geschiedschrijving voor jongeren en studenten.

## Levensloop
Lavisse groeide op in het noorden van Frankrijk, in Nouvion, aan de oorsprong van de rivier de Samber. In 1862 studeerde hij af als leraar geschiedenis aan de Ecole normale supérieure in Parijs. Hij gaf les geschiedenis, eerst aan het lyceum van Nancy en, vanaf 1866, aan het lyceum van Versailles. Vanaf 1865 besteedde hij meer tijd aan zijn functie van secretaris van de Minister van Openbaar Onderwijs Victor Duruy. Na de nederlaag van Frankrijk tegen Pruisen (1870) werd Lavisse gefascineerd door de Duitse geschiedenis, en vooral in de opkomst van Pruisen. Hij verbleef in Duitsland voor historisch opzoekingswerk (tot 1875).
Sindsdan bouwde hij aan zijn academische carrière aan de Sorbonne universiteit van Parijs. Hij combineerde het academische werk met advies aan het kabinet van de Minister van Openbaar Onderwijs. In 1888 werd Lavisse bevorderd tot hoogleraar Moderne Geschiedenis van de Sorbonne. In 1892 nam Lavisse zitting als lid van de Académie Française. In 1894 lag hij aan de basis van de hervorming van het onderwijs voor leraren geschiedenis in Frankrijk. 
Lavisse was verder directeur van de Ecole normale supérieure van 1904 tot 1919. Hij dweepte met de Derde Republiek in Frankrijk en zijn politieke activiteiten bestonden erin te publiceren over de grootsheid van Frankrijk en het Franse volk. Hij werd directeur van het tijdschrift Revue de Paris (1894), nadat hij met enkele politici het tijdschrift opgericht had. Omwille van de handboeken geschiedenis die generaties scholieren moesten gebruiken, kreeg hij de bijnaam de onderwijzer van Frankrijk. In 1919 ging professor Lavisse met emeritaat.

## Werken
Ernest Lavisse heeft tientallen publicaties in boeken en tijdschriften over de geschiedenis van Frankrijk, en enkele over de Duitse geschiedenis. Zijn handboek geschiedenis voor scholieren van de lagere school werd Petit Lavisse genoemd en bleef nog in gebruik tot de jaren ‘50. De inhoud was historisch-moraliserend en had als les de nationale Franse identiteit te promoten: één volk vanaf de Galliërs, later bestuurd door grote koningen tot de verlossing kwam met de Franse Revolutie. De illustraties van het schoolboek waren didactisch: Karel de Grote bezoekt een school, Jeanne d’Arc werpt zich in de strijd zonder iemand te doden of nog, Napoleon Bonaparte was een briljante student in de kadettenschool waar andere leerlingen hem uitlachten. 
Later in de 20e eeuw werden een aantal van zijn analysen over de Franse identiteit verworpen. Het gaat met name om zijn verheerlijking van de kolonisatie door Frankrijk, alsook de uitsluiting van minderheden uit de Franse geschiedenisboeken zoals Bretoenen, Savoyards, Corsicanen en Basken.

## Hommages
- In Parijs is een straat naar hem genoemd, de Rue Ernest Lavisse in het 12e arrondissement van Parijs. Buiten Parijs dragen een 30-tal straten in Frankrijk  zijn naam.[7]
- De lagere school van zijn geboorteplaats, Le Nouvion-en-Thiérache, is naar hem genoemd.
- De Sorbonne universiteit hernoemde de bibliotheek Albert Dumont in bibliotheek Ernest Lavisse.